# Unicodeblock Vertikale Formen
Der Unicodeblock Vertikale Formen (engl. Vertical Forms, U+FE10 bis U+FE1F) enthält als Erweiterung des Unicodeblocks CJK-Kompatibilitätsformen weitere Satzzeichen, die in vertikal geschriebenem chinesischem Text verwendet werden, zur Kompatibilität mit GB18030.

## Tabelle
Alle Zeichen haben die bidirektionale Klasse "Anderes neutrales Zeichen".
| Unicodenummer  | Zeichen (400 %) | Kategorie                             | Offizielle Bezeichnung                                        | Beschreibung                                                 |
| -------------- | --------------- | ------------------------------------- | ------------------------------------------------------------- | ------------------------------------------------------------ |
| U+FE10 (65040) | ︐              | andere Interpunktion                  | PRESENTATION FORM FOR VERTICAL COMMA                          | Präsentationsform für vertikales Komma                       |
| U+FE11 (65041) | ︑              | andere Interpunktion                  | PRESENTATION FORM FOR VERTICAL IDEOGRAPHIC COMMA              | Präsentationsform für vertikales ideographisches Komma       |
| U+FE12 (65042) | ︒              | andere Interpunktion                  | PRESENTATION FORM FOR VERTICAL IDEOGRAPHIC FULL STOP          | Präsentationsform für vertikalen ideographischen Punkt       |
| U+FE13 (65043) | ︓              | andere Interpunktion                  | PRESENTATION FORM FOR VERTICAL COLON                          | Präsentationsform für vertikalen Doppelpunkt                 |
| U+FE14 (65044) | ︔              | andere Interpunktion                  | PRESENTATION FORM FOR VERTICAL SEMICOLON                      | Präsentationsform für vertikales Semikolon                   |
| U+FE15 (65045) | ︕              | andere Interpunktion                  | PRESENTATION FORM FOR VERTICAL EXCLAMATION MARK               | Präsentationsform für vertikales Ausrufezeichen              |
| U+FE16 (65046) | ︖              | andere Interpunktion                  | PRESENTATION FORM FOR VERTICAL QUESTION MARK                  | Präsentationsform für vertikales Fragezeichen                |
| U+FE17 (65047) | ︗              | öffnende Punktierung (eines Paars)    | PRESENTATION FORM FOR VERTICAL LEFT WHITE LENTICULAR BRACKET  | Präsentationsform für vertikale linke weiße konkave Klammer  |
| U+FE18 (65048) | ︘              | schließende Punktierung (eines Paars) | PRESENTATION FORM FOR VERTICAL RIGHT WHITE LENTICULAR BRAKCET | Präsentationsform für vertikale rechte weiße konkave Klammer |
| U+FE19 (65049) | ︙              | andere Interpunktion                  | PRESENTATION FORM FOR VERTICAL HORIZONTAL ELLIPSIS            | Präsentationsform für vertikale horizontale Ellipse          |